# Tombeau de Jules II
Le Tombeau de Jules II est un projet inabouti, architectural et sculptural, du sculpteur et peintre italien Michel-Ange destiné à la basilique Saint-Pierre de Rome et qui finira comme cénotaphe, incomplet, à la basilique Saint-Pierre-aux-Liens. Il y travailla épisodiquement pendant quarante années.
Le sculpteur est chargé par le pape Jules II lui-même de construire son monument sépulcral en 1505, date qui a vu le report du début des travaux qui durèrent jusqu'en 1544 : dans toute cette période d'« impasse artistique », Michel-Ange éprouve un profond sentiment d'agitation, de déception et de dégradation, précédé de la forte exaltation de la période romaine du premier projet. Lui-même n'hésite pas à qualifier ce projet de « tragédie de sa vie», épreuve authentique qui jusqu'à ses derniers jours fut une source d'inépuisables accusations, tourments et remords. Son biographe officiel Ascanio Condivi a écrit que l'entreprise lui causait « des obstacles, des peines et des ennuis infinis et, ce qui est pire, par la méchanceté de certains hommes, d'infamie, dont il s'est purgé juste après de nombreuses années ».
D'un mausolée rectangulaire monumental avec plus de quarante statues (premier projet, 1505), il est parvenu à un monument adossé au mur d'une basilique secondaire romaine (1545), avec seulement sept statues, dont seulement trois de lui et une seule (Moïse) digne de sa renommée : l'artiste, alors épuisé, fera écrire plus tard à son biographe que « cette statue seule suffit à honorer la sépulture du pape Jules II ».

## Premier projet (1505)

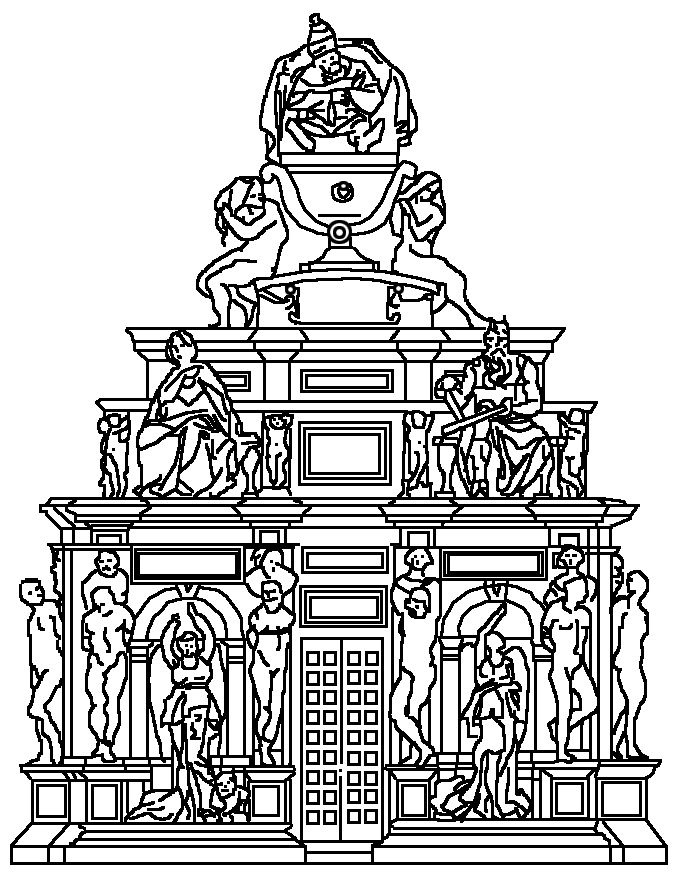
Reconstitution du projet de 1505.

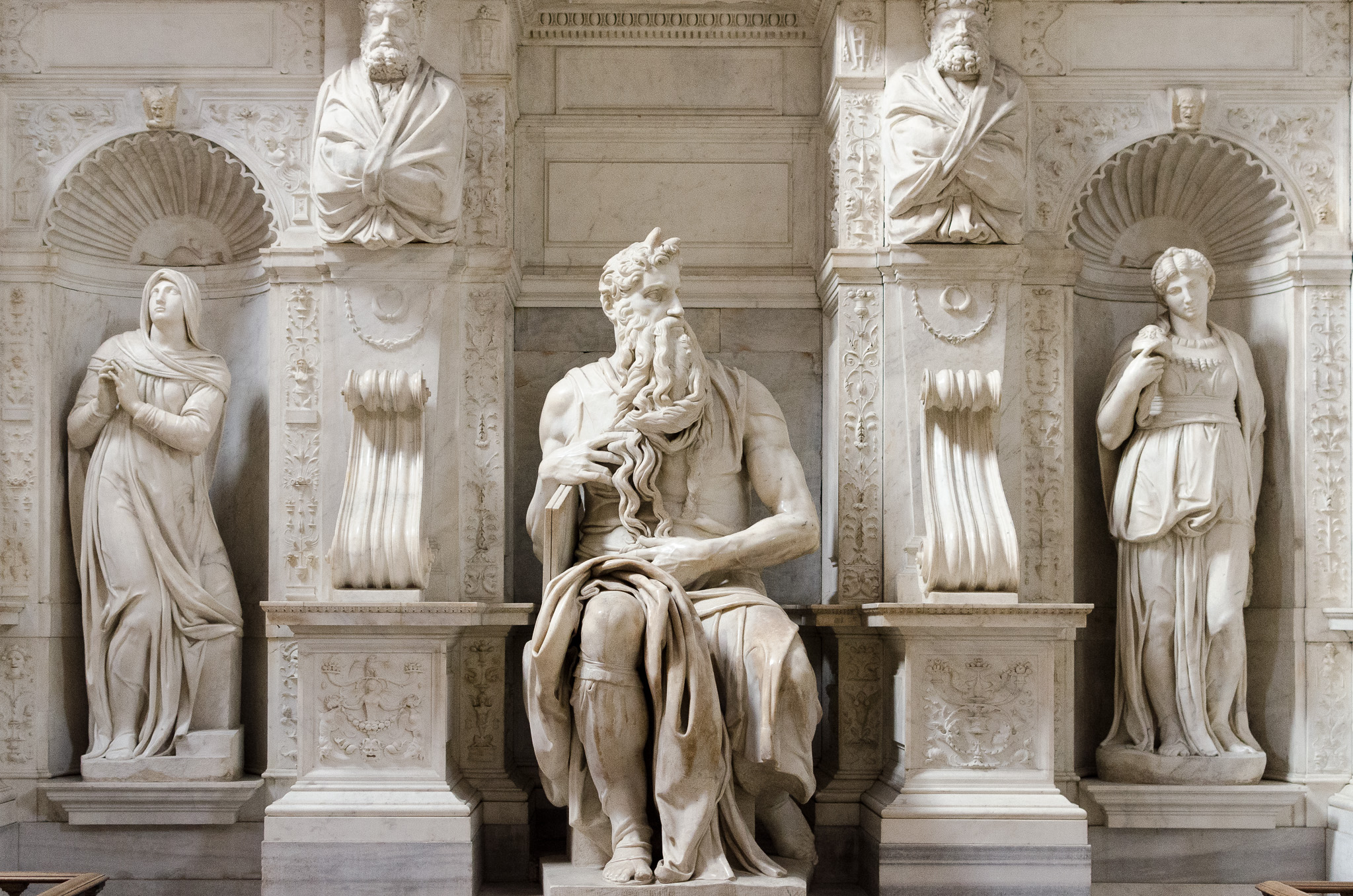
Détail.

C'est probablement Giuliano da Sangallo qui rapporte au pape Jules II, élu deux ans plus tôt, les étonnants succès florentins de Michel-Ange, dont la sculpture du colossal David. Le pape s'intéresse immédiatement au jeune talent en le convoquant officiellement à Rome où il est envoyé en mars 1505 par la Signorie florentine ; son utilisation à des fins politiques témoigne de sa réputation déjà établie. En quittant Florence, l'artiste est contraint d'interrompre des projets importants qu'il y a commencés, comme la série des douze apôtres pour le Duomo ou la fresque monumentale de la Bataille de Cascina pour le Palazzo Vecchio, mais l'artiste ne semble pas être assailli de doutes substantiels quant à savoir s'il doit partir ou non, voyant probablement dans l'ambitieux pape le meilleur garant de sa carrière artistique, capable de lui commander une œuvre grandiose qui le catapulterait dans l'Olympe des plus grands maîtres de l'Antiquité.
Le pape Jules II a établi un programme gouvernemental ambitieux, qui mêle fermement la politique et l'art, s'entourant des plus grands artistes vivants (dont Bramante et, par la suite, Raphaël) dans le but de restaurer Rome et l'autorité papale dans la grandeur du passé impérial.
Michel-Ange est chargé de créer une tombe monumentale pour le pape destinée à être placée dans la basilique Saint-Pierre. L'artiste et le client se mettent d'accord dans un délai relativement court (deux mois seulement) sur la conception du projet et sur les honoraires (10 000 ducats), qui permettent à Michel-Ange, ayant reçu un acompte substantiel, d'aller immédiatement choisir les blocs de marbre à sculpter.
Le premier projet est connu à travers les sources (Condivi et Vasari) qui, malgré quelques écarts descriptifs notables, permettent de se faire une idée générale. Il prévoit une structure architecturale colossale isolée dans l'espace, avec une base rectangulaire (environ 10,8 × 7,2 m à la base et 8 m de hauteur, la hauteur se référant uniquement au premier ordre et aux statues immédiatement au-dessus, selon une copie probable par Sangallo d'un dessin de Michel-Ange, la hauteur totale pouvant atteindre 16 m) composé de trois ordres qui, à partir de la base, se rétrécissent progressivement, en une sorte de pyramide architecturale et sculpturale. Autour du catafalque en position surélevée, une quarantaine de statues sont disposées, dimensionnées à une échelle plus grande que nature, certaines libres dans l'espace, d'autres adossées à des niches ou des piliers, sur l'ensemble des quatre façades de l'architecture.
Le registre inférieur est pourvu de deux à quatre niches, contenant chacune une statue de Victoire ailée, encadrée par des statues masculines enchaînées « nues » (dont les sources définissent les « Esclaves » et qui s'inspirent des figures de captifs de l'art romain), adossée aux piliers et surmontée de bustes. L'étage supérieur doit contenir quatre grandes figures assises (parmi lesquelles Condivi mentionne déjà un Moïse, ainsi qu'un Saint Paul (qui avaient personnellement assisté à la révélation divine éblouissante) et les personnifications de la vie active et contemplative, peut-être placés aux coins ou aux façades sur les côtés les plus courts pour guider le regard du spectateur vers le sommet où la statue semi-allongée du pontife se dresse sur la bière, entre des reliefs en bronze et deux figures allégoriques, Anges pour Condivi ou Ciel et Terre pour Vasari. Le sarcophage proprement dit est situé à l'intérieur d'une chapelle ovale à l'intérieur de la structure, accessible depuis un portail sur l'un des côtés courts ou des deux côtés. La statue du pape au sommet, guidée hors du tombeau par deux anges, évoque le réveil du défunt lors du jugement dernier, comme dans le monument sépulcral de Marguerite de Luxembourg par Giovanni Pisano.
Un monument de cette taille ne peut trouver place dans l'ancienne basilique (à l'époque de sa conception, les projets de reconstruction de Saint-Pierre ne sont pas encore arrêtés), sauf dans le nouveau chœur en projet depuis 1450, mais jamais réalisé. Un édifice séparé est peut-être envisagé. Finalement, le monument aurait été placé dans une zone correspondant à l'emplacement du baldaquin actuel réalisé ensuite par Le Bernin, donc avec une centralité sur laquelle, après un premier enthousiasme, Jules II lui-même a probablement dû réfléchir.

## La rupture avec le pape

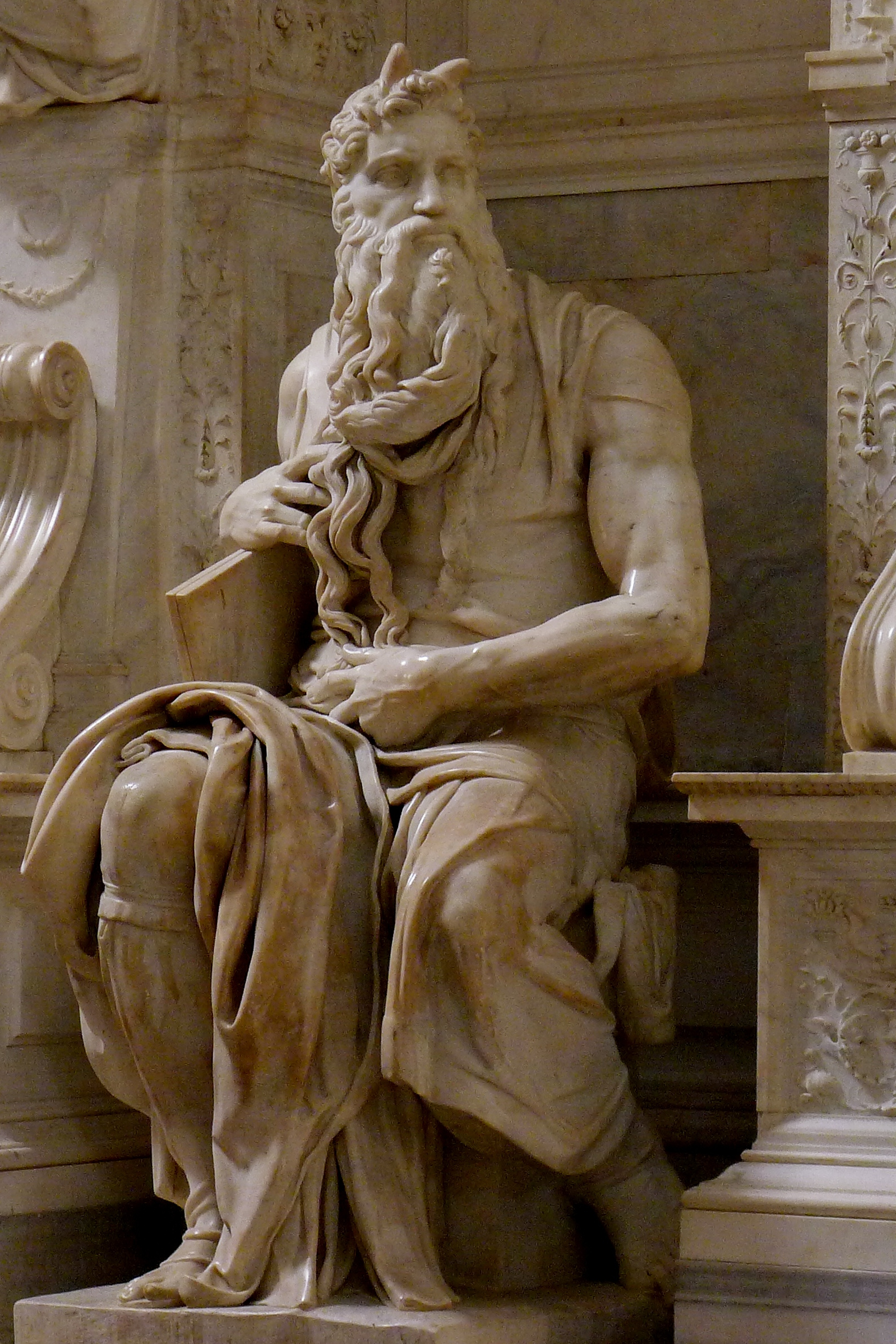
Figure de Moïse vue de 3/4.

Michel-Ange part plein d'enthousiasme pour les carrières de Carrare où il souhaite choisir personnellement chaque bloc de marbre, un travail qui dure huit mois, de mai à décembre 1505. Pendant son absence, une sorte de complot se met en branle contre lui, animé par des artistes envieux du cercle papal. Le mouvement de popularité qui a anticipé l'arrivée de Michel-Ange à Rome a dû le rendre immédiatement impopulaire auprès des artistes au service de Jules II, menaçant la faveur du pape et la disposition relative des fonds qui, bien qu'immenses, ne sont pas infinis. Il semble que ce soit en particulier Bramante, architecte de la cour en charge - quelques mois après la signature du contrat pour le tombeau - de démarrer le grandiose projet de rénovation de la basilique constantinienne, qui détourne l'attention du pape du projet qu'il juge de mauvais augure pour une personne encore vivante et pleine de projets ambitieux.
Au printemps 1506, Michel-Ange revient à Rome après des mois épuisants de travail, où il accomplit les travaux préparatoires en attendant la livraison des blocs de marbre. Il fait la découverte amère que son projet n'est plus au centre des intérêts du pape et est mis de côté au profit du chantier de la basilique et de nouveaux plans de guerre contre Pérouse et Bologne.
Buonarroti, s'apercevant que les matériaux et son travail ne seraient pas payés, demande en vain une audience de clarification (obéissant aux ordres du pape, ses domestiques chassent le sculpteur) et, supportant mal les intrigues et se sentant menacé (il écrit : « si j'étais à Rome, je pense que mon enterrement serait fait plus tôt que celui du pape »), il s'enfuit de Rome 18 avril 1506, furieux et humilié. Les cinq courriers papaux envoyés pour le dissuader de rentrer ne sont d'aucune utilité ; ils le pourchassent et le rejoignent à Poggibonsi. Enfermé dans sa Florence bien-aimée et protectrice, il faut trois brefs du pape envoyés à la seigneurie de Florence et l'insistance constante du gonfalonier Pier Soderini (« Nous ne voulons pas que vous fassiez la guerre au pape et que vous mettiez notre État en danger ») pour que Michel-Ange prenne enfin en considération l'hypothèse d'une réconciliation. L'occasion est donnée par la présence du pape à Bologne, d'où il a expulsé les Bentivoglio : l'artiste, après avoir sollicité le pardon du pontife, lui fonde une statue en bronze et quelques années plus tard, à Rome, il obtient la commande pour la décoration de la voûte de la Chapelle Sixtine (entreprise également entourée d'intrigues et de rumeurs à son sujet), qui l'occupe jusqu'en 1512. Moins d'un an plus tard, le pape meurt, le 21 février 1513.

## Deuxième projet (1513)

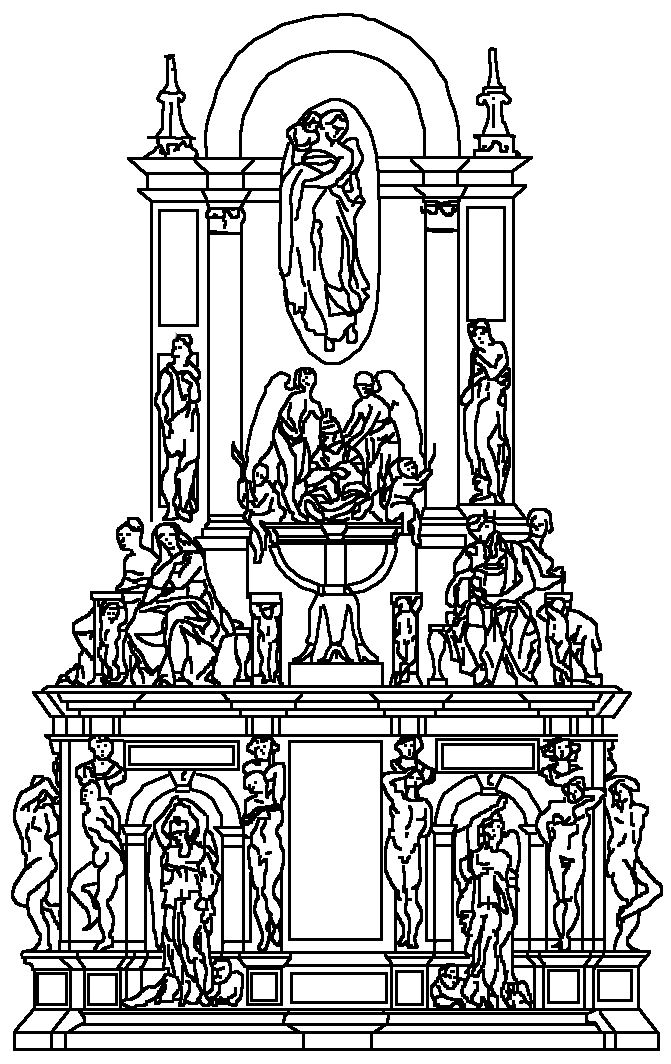
Reconstitution du projet de 1513.

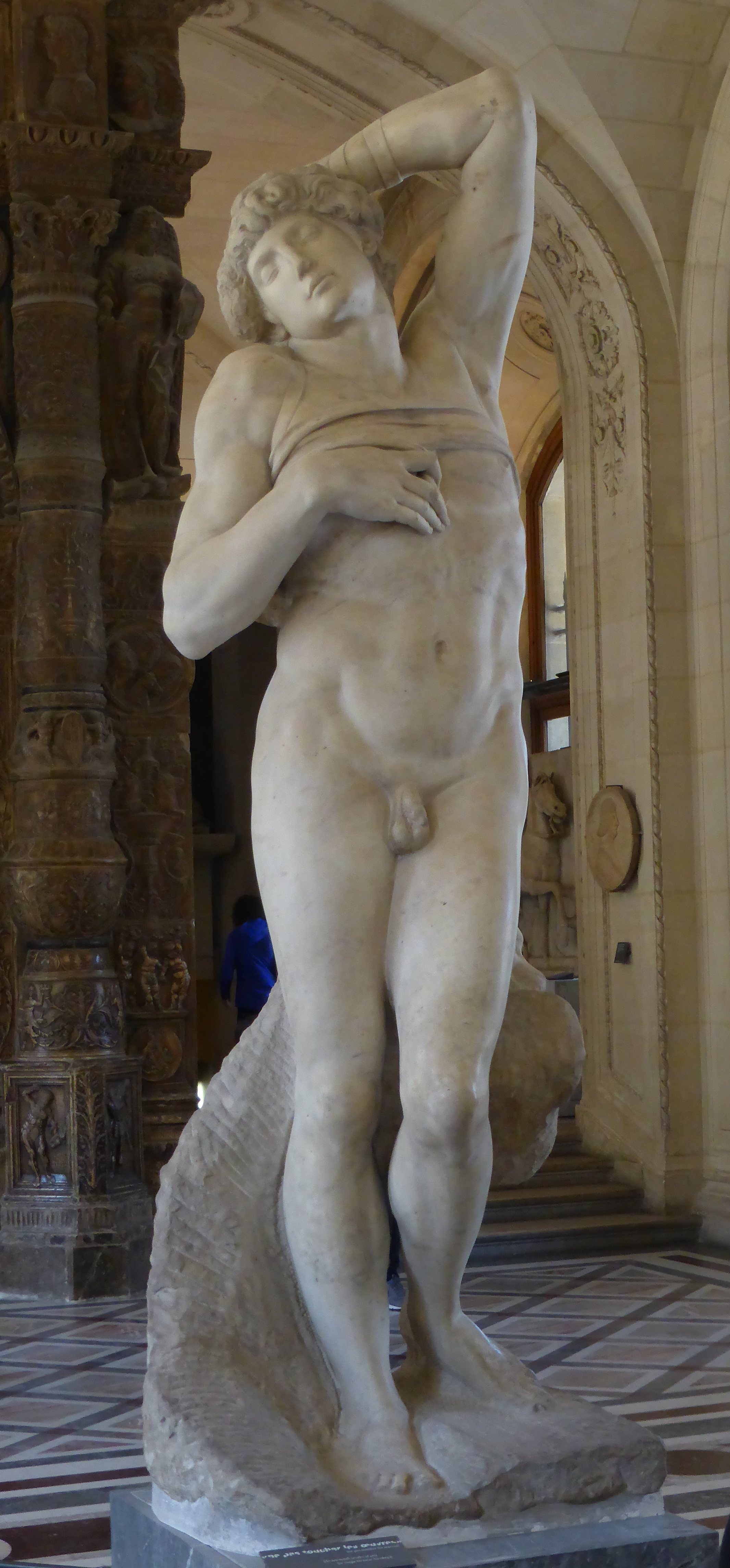
L'Esclave mourant.

Le testament du pape reprend l'ancien projet qui, cependant, en accord avec les héritiers, est modifié avec la signature d'un nouveau contrat en mai 1513. La modification la plus substantielle est l'adossement de la tombe contre un mur et l'élimination de la chapelle mortuaire, caractéristiques qui sont maintenues jusqu'au projet final : le projet combinant classicisme impérial et gothique est remplacé par une reprise du tombeau traditionnel florentin. L'abandon du monument isolé, trop grandiose et coûteux pour les héritiers, conduit à un encombrement plus important de statues sur les faces visibles. Par exemple, les quatre personnages assis, au lieu de se disposer sur les deux côtés, sont maintenant prévus près des deux coins saillants sur le devant. La zone inférieure reste similaire, mais sans le portail central, remplacé par une bande lisse qui met en évidence l'évolution en hauteur. Le développement latéral est toujours cohérent, puisque le catafalque est toujours prévu dans une position perpendiculaire au mur, sur lequel la statue du pape allongé est soutenue par deux figures ailées. Dans le registre inférieur, de chaque côté, il reste encore de la place pour deux niches qui reprennent le schéma de l'élévation. Plus haut, sous une courte voûte ronde soutenue par des piliers, il est prévu une Vierge à l'Enfant dans une vesica piscis et cinq autres personnages.
Parmi les clauses contractuelles, l'une d'elles lie l'artiste, au moins sur papier, à travailler exclusivement sur le tombeau papal, avec une durée maximale de sept ans pour l'achèvement<. Le sculpteur se met à travailler à un bon rythme et, bien qu'il ne respecte pas la clause d'exclusivité afin d'avoir des gains supplémentaires (comme la sculpture du Christ pour la basilique Santa Maria sopra Minerva, en 1514), il crée les deux Esclaves aujourd'hui au Louvre (L'Esclave mourant et L'Esclave rebelle) et Moïse, qui est ensuite réutilisé dans la version finale du tombeau .
L'héritier de Jules II, le duc d'Urbino, de la famille della Rovere, prend parti contre Léon X dans les guerres avec les Français. En 1515, le pape en colère lui confisque son duché et plus tard tous ses biens. Michel-Ange est contraint de laisser le contrat devenir caduc pendant qu'il travaille pour les deux papes Médicis, Léon X et Clément VII.

## Troisième projet (1516)

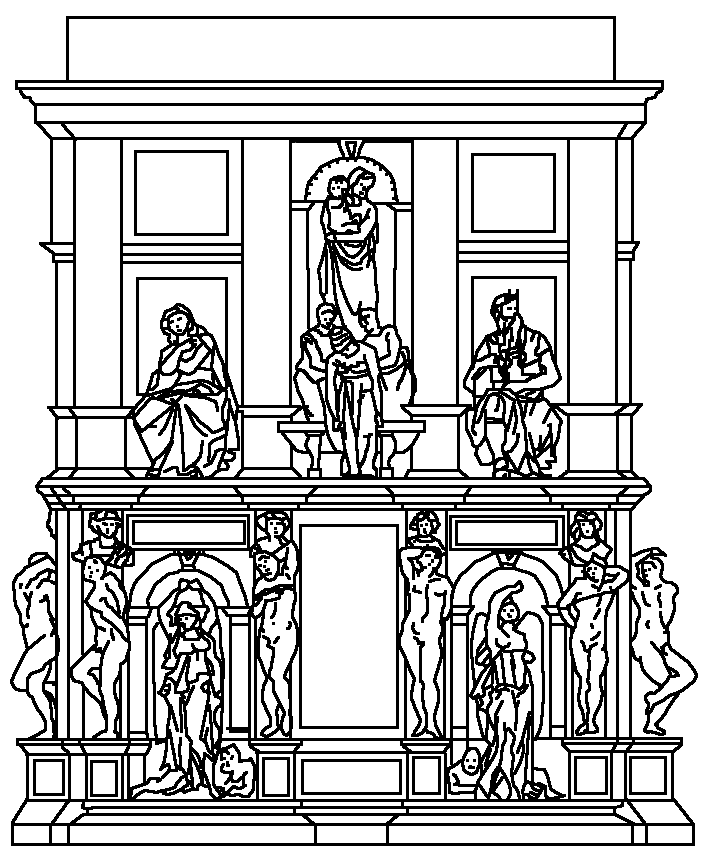
Reconstitution du projet de 1516.

En juillet 1516, un nouveau contrat est conclu pour un troisième projet qui réduit le nombre de statues. Les côtés sont raccourcis à l'épaisseur d'une seule niche, contenant toujours une Victoire et deux Esclaves appuyées contre les piliers sous les bustes (comme sur le devant). Le monument prend ainsi l'apparence d'une façade monumentale avec des décors sculpturaux. À la place de la partition lisse au centre de la façade (où se trouvait la porte), un relief en bronze est peut-être prévu et, dans le registre supérieur, le catafalque est remplacé par une figure du pape soutenue comme dans une Pietà par deux personnages assis, couronné par une Vierge à l'Enfant sous une niche.
Les travaux sont brusquement interrompus par la commission de Léon X concernant la basilique San Lorenzo, qui se poursuit ensuite sous Clément VII. Dans la biographie de Condivi, Michel-Ange écrit qu'il a abandonné à contrecœur la commission des héritiers de Della Rovere et que ce n'est que sur l'insistance du pape et avec sa médiation dans l'obtention de leur autorisation (« Laissez-moi faire avec eux, je les rendrai heureux » aurait dit le pape Léon) afin que le projet soit suspendu, comme pour se dégager de toute responsabilité : « ainsi Michelagnolo, en pleurant, sortit de sa tombe et se rendit à Florence ». Il est clair que lorsque ces mots sont écrits, le sentiment de remords et d'impuissance de Michel-Ange à l'égard de ce projet est déjà fort, mais c'est probablement une emphase littéraire et d'autodéfense car la correspondance révèle un Michel-Ange qui est tout sauf réticent à recevoir de nouvelles missions.

## Quatrième projet (1526)

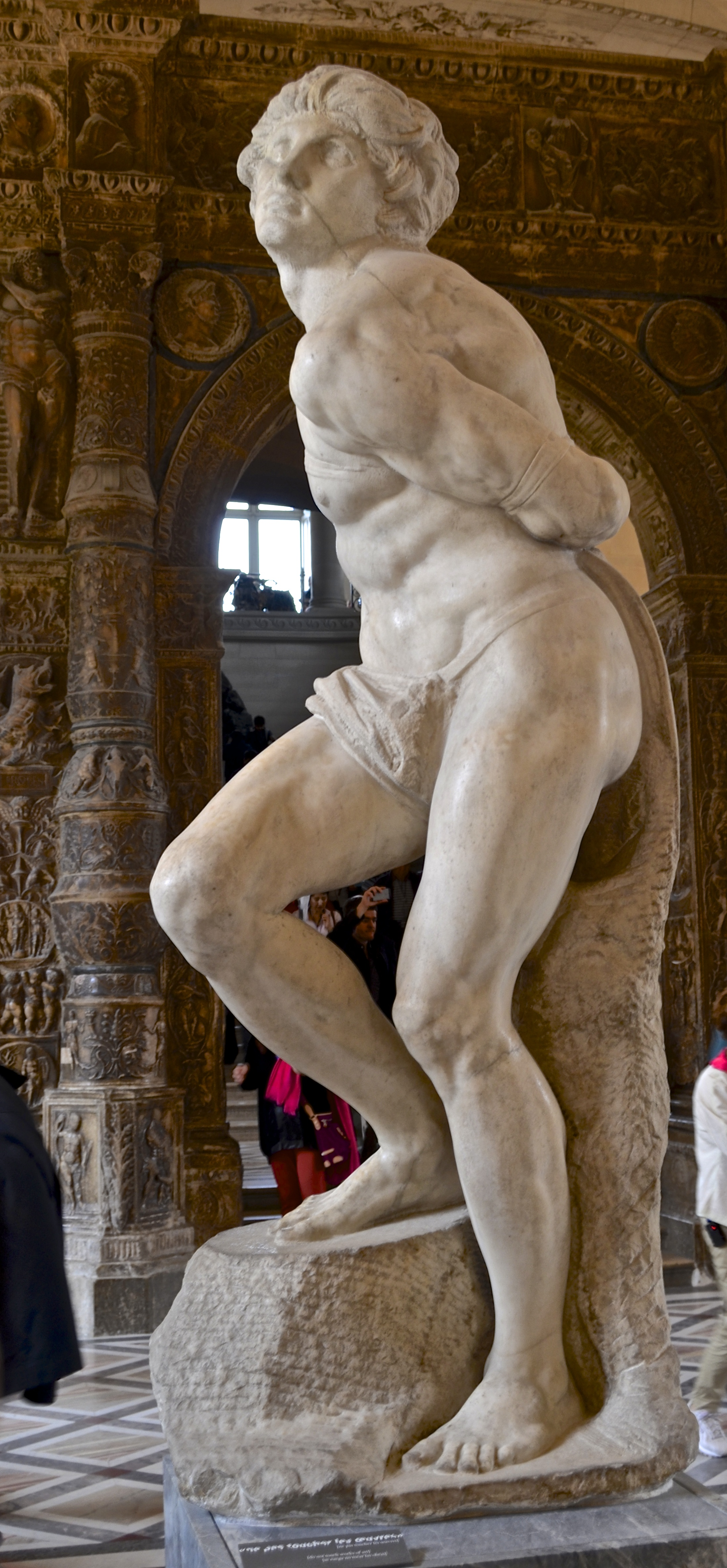
L'Esclave rebelle.

Pendant cette période, les relations avec les héritiers Della Rovere deviennent de plus en plus tendues : en 1522, Francesco Maria Della Rovere demande l'argent avancé pour la tombe et en 1524, il menace d'un procès.
Michel-Ange prépare, en octobre 1526, un nouveau projet, le quatrième, qui est rejeté par les héritiers. On ne sait pas exactement à quoi il ressemble, mais probablement, comme reconstitué par Charles de Tolnay, il s'agit d'une simplification supplémentaire, avec la suppression de l'épaisseur pour les niches latérales, obtenant ainsi une forme purement frontale, avec une série de niches dans laquelle, au centre, devait être placée la figure du pape assis. Il n'est pas exclu que dans l'œuvre, l'artiste ait utilisé des motifs architecturaux issus des études de la façade de San Lorenzo à Florence, avec un contraste des éléments porteurs entre les étages inférieurs et supérieurs.

## Cinquième projet (1532)
Clément VII intervient alors, qui négocie pour parvenir à un nouvel accord. Le 29 avril 1532, un nouveau contrat est conclu dans lequel l'artiste s'engage à réaliser l'œuvre en trois ans. On sait seulement qu'à cette occasion la destination du tombeau est changée, non plus la basilique Saint-Pierre, mais Saint-Pierre-aux-Liens, église dont Jules II était le titulaire, et que le marbre déjà travaillé a dû être utilisé, probablement pour le Génie de la victoire et les quatre Esclaves de la Galerie de l'Académie, à peine esquissés (le Jeune Esclave, l'Esclave barbu, l'Atlas esclave et l'Esclave s'éveillant, généralement datés de 1525-1530). Le modèle des Deux Lutteurs, aujourd'hui dans la Casa Buonarroti, est peut-être une étude pour la statue en pendant avec le Génie.
Encore une fois, les statues sont laissées incomplètes et, bien qu'ajoutées avec celles déjà sculptées, elles auraient pu être suffisantes pour le tombeau selon les conditions avantageuses obtenues avec la médiation papale, Michel-Ange ne respecte pas les conditions contractuelles : un peu plus tard, il accepte la commande de Clément VII pour le Jugement dernier (1534-1541). Pour le libérer de ses engagements avec les héritiers Della Rovere, le pape Paul III publie un motu proprio qui dégage l'artiste d'autres engagements le 17 novembre 1536.
L'apogée de la « tragédie du tombeau » est atteinte entre les années 1530 et le début des années 1540 : Michel-Ange est accusé d'avoir détourné d'importantes avances et d'avoir même pratiqué l'usure avec elles, des accusations très graves, dont il cherche à se défendre avec vigueur.

## Sixième et dernier projet (1542-1545)

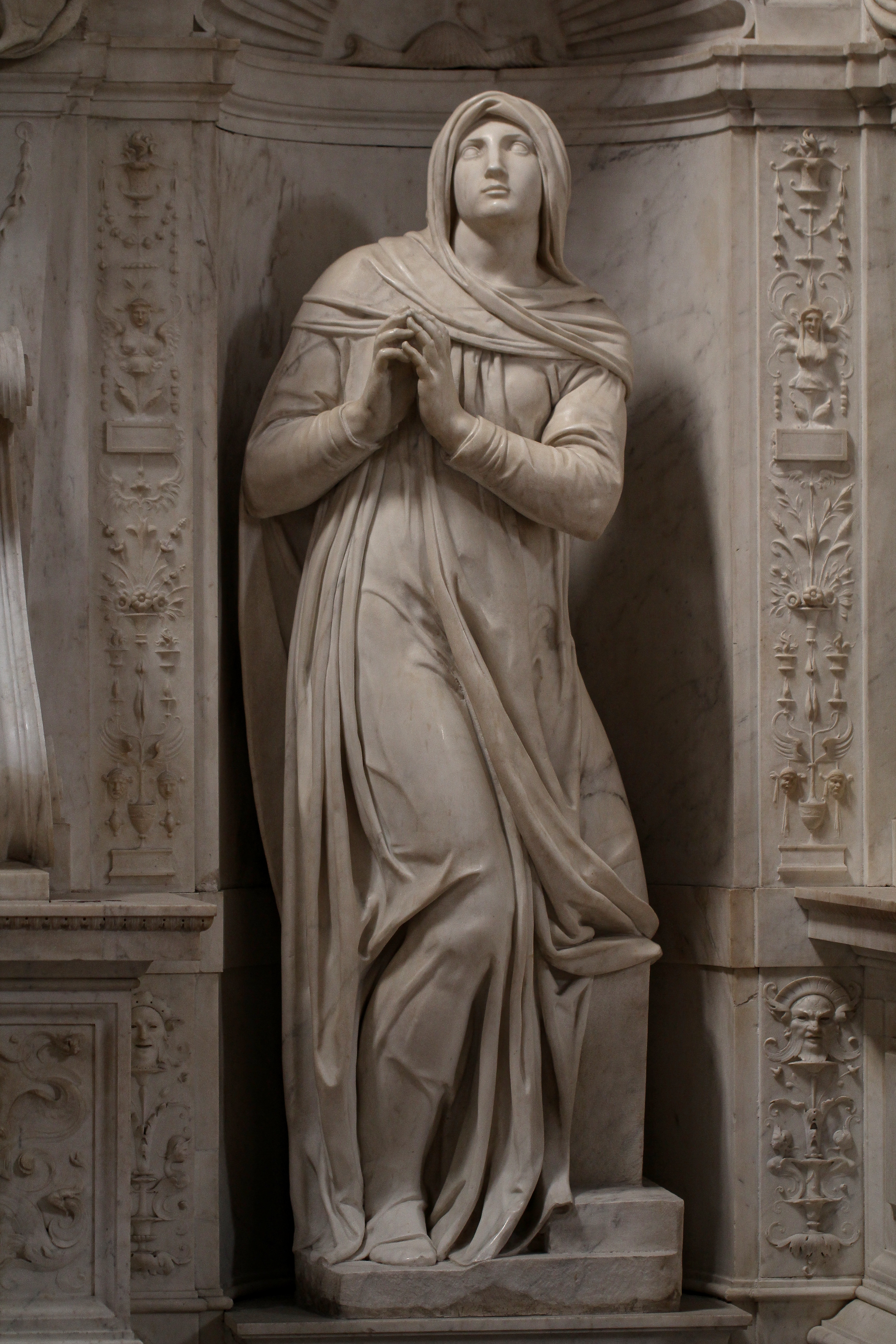
Rachel.

Une fois le Jugement dernier achevé, Paul III intervient (23 novembre 1541) pour que les héritiers de Jules II, y compris Guidobaldo II Della Rovere, acceptent que le tombeau soit achevé par d'autres artistes sous la direction de Michel-Ange.
Le contrat ayant expiré depuis des années maintenant, un autre contrat est signé le 20 août 1542 : c'est le dernier, car cette fois les travaux finaux sont commencés, qui sont achevés en 1545, avec une utilisation intensive des aides qui travaillent sur la base des dessins de Michel-Ange. Le maître réutilise le Moïse au centre et exécute de sa main les deux figures féminines de Rachel et Léa qui symbolisent respectivement la vie contemplative et la vie active.
L'architecture de l'étage supérieur est réalisée par Giovanni di Marchesi et Francesco d'Urbino ; Raffaello da Montelupo se voit confier la Vierge à l'Enfant, le Prophète et la Sibylle (tous déjà esquissés par Michel-Ange en 1537). Les deux derniers sont achevés par Domenico Fancelli en raison de la maladie du sculpteur ; le pape allongé est plutôt l'œuvre de Tommaso Boscoli ; d'autres travaux de sculpture sont confiés à Donato Benti et Jacopo del Duca.
La structure est sans doute monumentale, mais désormais très éloignée du mausolée colossal conçu quarante ans plus tôt.

## Critiques

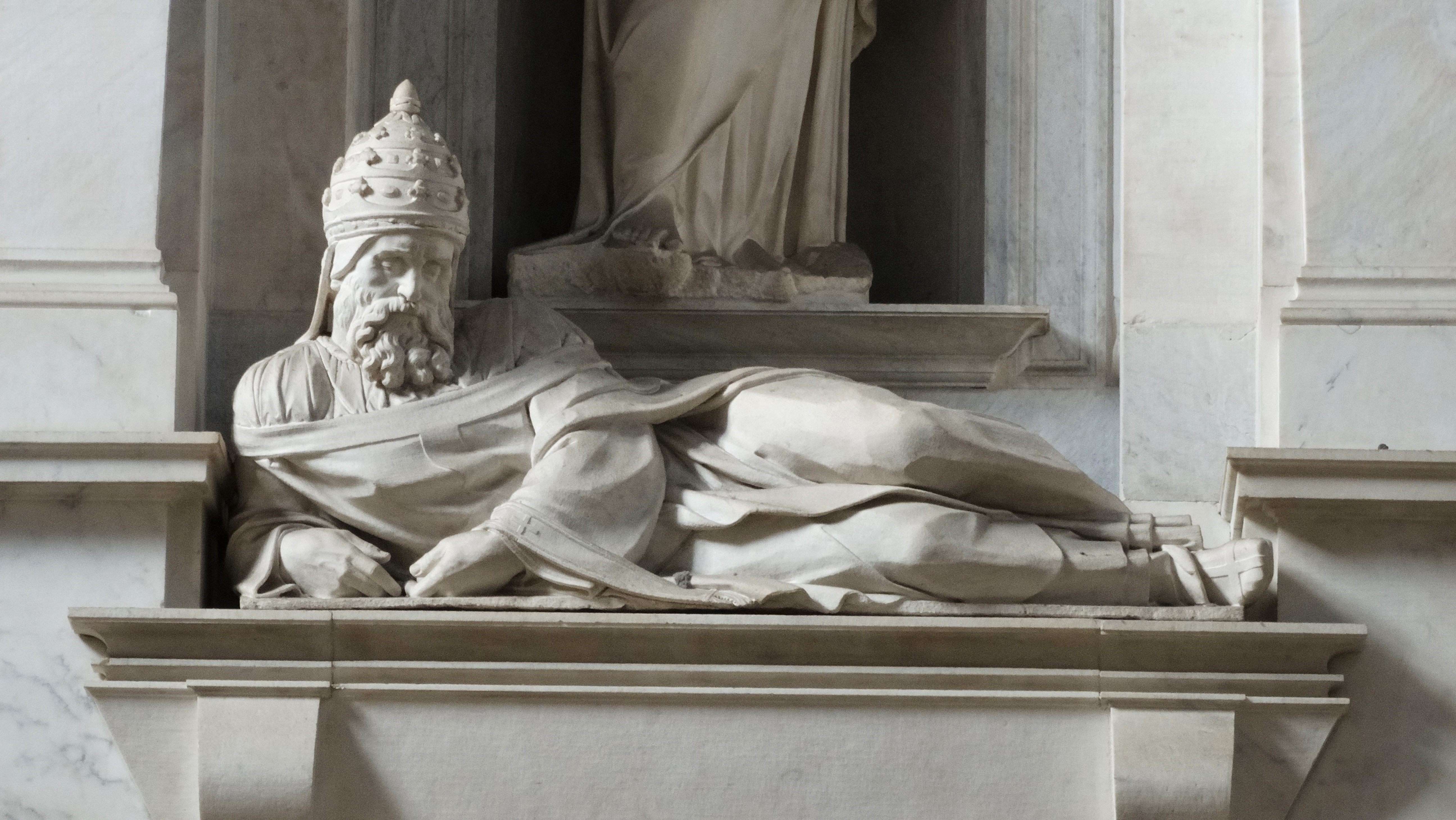
Jules II.

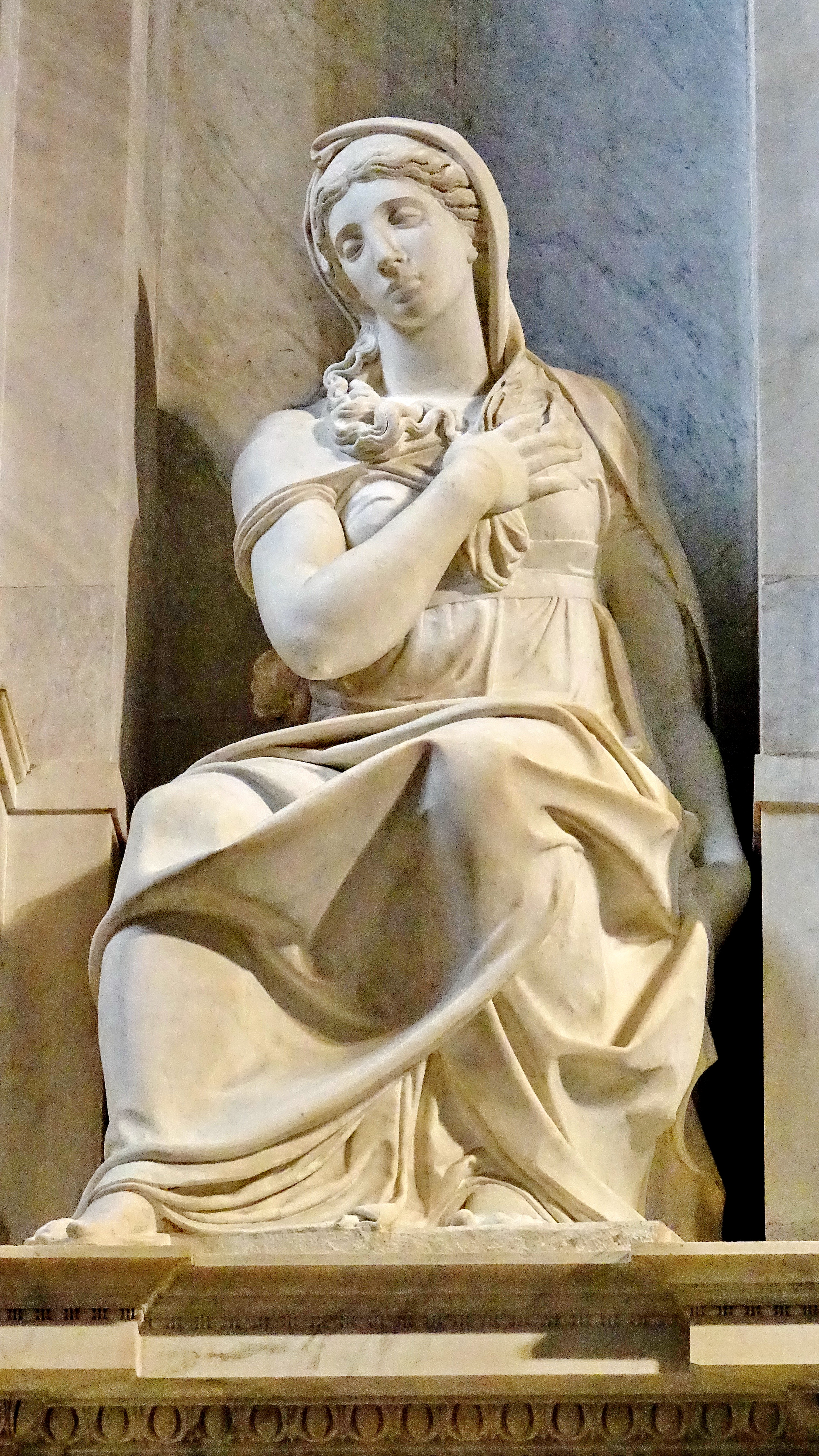
La Sybille

Les tribulations pour l'artiste ne s'arrêtent pas : les accusations d'avoir donné naissance à un monument en deçà des attentes, sinon carrément indigne de la mémoire d'un pontife, pleuvent sur lui. Se sentant assailli et plus que jamais aigri, Michel-Ange s'évade souvent dans la correspondance, comme dans la lettre de 1542 à un destinataire anonyme : « Je me retrouve ayant perdu toute ma jeunesse, liée à ce tombeau ; [...] trop de foi que je ne voulais pas savoir m'a ruiné ; [...] pour l'amour que j'ai apporté à ce travail, [...] je suis récompensé en me faisant traiter de voleur et d'usurier par des ignorants qui n'étaient pas encore nés [...]. Je prie Votre Seigneurie, quand elle aura un peu de temps, de la conserver dans mon intérêt, et qu'elle sache que, concernant une grande partie des choses que j'ai écrites, il y a encore des témoins. En outre, si le pape pouvait la voir, j'en serais très heureux, et beaucoup moins que ce qu'il en est ; je ne suis pas un voleur d'usurier, mais citoyen florentin, noble et fils d'un homme d'honneur, et je ne suis pas de Cagli »,.
Le projet est extrêmement coûteux et Michel-Ange, toute sa vie, prit très mal les accusations de détournements des fonds donnés en acompte. La nécessité de se justifier cache cependant la conscience de ne pas s'être comporté de manière irréprochable tout au long de l'histoire : les nombreuses accusations contre le pape d'abord et contre les héritiers ensuite, de ne pas lui avoir mis à sa disposition des fonds suffisants, le ruinant économiquement, sont en fait contredites par les études sur son patrimoine, qui montrent qu'en réalité, il a été payé beaucoup plus que ce qu'il déclare dans ses lettres.
En outre, des détails tels que les « larmes » versées lorsqu'il a dû se lancer dans les projets de San Lorenzo sont à peine crédibles, car dans les lettres et autres documents, l'artiste est loin d'être réticent à assumer les commandes des papes Médicis, et il ne manque pas d'occasions pour lesquelles il aurait pu refuser ou suspendre d'autres commandes, comme dans le cas des fresques de la chapelle Sixtine. L'image de sa résistance déterminée et héroïque à se détacher du projet de la tombe apparaît comme une tentative désespérée, et à certains égards pathétique, d'autodéfense : la même biographie de Condivi (1553), presque certainement sous sa dictée, est née en réponse aux inexactitudes vaguement accusatrices de la première édition des Vies de Vasari (1550).
Sa douleur profonde proviendrait donc de la conscience d'avoir tort, et de savoir qu'il est difficile de se défendre, avec des critiques qui lui viennent maintenant aussi de personnes sans rapport avec l'histoire et même d'amis comme Annibal Caro. La lettre la plus diffamatoire lui est envoyée par Pietro Aretino en 1545, peu de temps après l'achèvement du Tombeau, dans laquelle il est étiqueté, entre autres, comme « avare », « ingrat » et « voleur ». À cette époque, les voix désapprouvant le monument nient l'autographe de Rachel et Léa, hypothèse longtemps reprise par la critique jusqu'au XIXe siècle, date à laquelle des documents prouvant sa paternité sont publiés.
Ce n'est qu'avec le temps et avec la publication de ses biographies, notamment celles de Condivi et de la deuxième édition de Vasari (1568), que l'artiste a l'occasion de construire sa propre défense.
L'appellation de « tragédie de ma vie » apparaît tout sauf exagérée, donnant à toute l'entreprise les dimensions d'une véritable tragédie personnelle qui a profondément marqué la vie et la fortune historiographique de l'artiste.

## Historique des contrats et des modifications de la composition
- 1504 - Contrat initial passé entre Michel-Ange et Jules II.
- 1505 - Tombeau de milieu de trois étages avec une quarantaine de figures (les Esclaves au niveau inférieur du « monde terrestre » ; Moïse prévu au coin droit du second étage du « monde céleste »). le tout en bronze et marbre de Carrare Michel-Ange s'endettant lui-même pour l'approvisionnement[21].
- 1513 (6 mai) - Nouveau contrat sous Léon X: tombeau pariétal (adossé à une muraille) remanié mais toujours de trois étages, avec le Moïse et les deux Esclaves qui sont exécutés, soit en tout douze statues deux édicules en saillie.
- 1516 (8 juillet) - Conventions annulées : suppression de l'étage supérieur (les statues précédentes exécutées restent aux mêmes emplacements). Groupe de la Vierge à l'Enfant couronnant le tout.
- 1523 - Sous le pape Adrien VI, procès des Della Rovere, famille du pape Jules II, entraînant un nouveau projet avec la réduction de l'échelle et du nombre de statues (une demi-douzaine).
- 1532 - Troisième contrat[22] sous la présidence du pape Clément VII : Suppression du Moïse, insertion au niveau du bas des quatre Esclaves[23] sur les pilastres et La Victoire dans la niche de gauche, soit six statues exécutées par Michel-Ange lui-même, les autres statues par d'autres artistes[24]. Le choix se porte sur Saint-Pierre-aux-Liens, occupé par Jules II qui y fut cardinal.
- 1536 - Quatrième contrat sous le pape Paul III : retour du Moïse, Léa et Rachel, en bas (les Esclaves ont disparu). Le gisant du niveau supérieur couvre un sarcophage vide : le corps de Jules II étant à Saint-Pierre de Rome, dans la chapelle des Saints-Sacrements, auprès de son oncle Sixte IV.
- 1542 (20 août) - Annulation de toutes les obligations précédentes envers Michel-Ange qui ne doit plus fournir que le Moïse. Les ébauches de Vierge avec l'enfant Jésus, du Prophète, de la Sibylle et des statues de la Vie active et de la Vie contemplative seront terminées par d'autres sculpteurs.
- 1545 - Inauguration quarante ans après le début du projet, à Saint-Pierre-aux-Liens.

## Statues

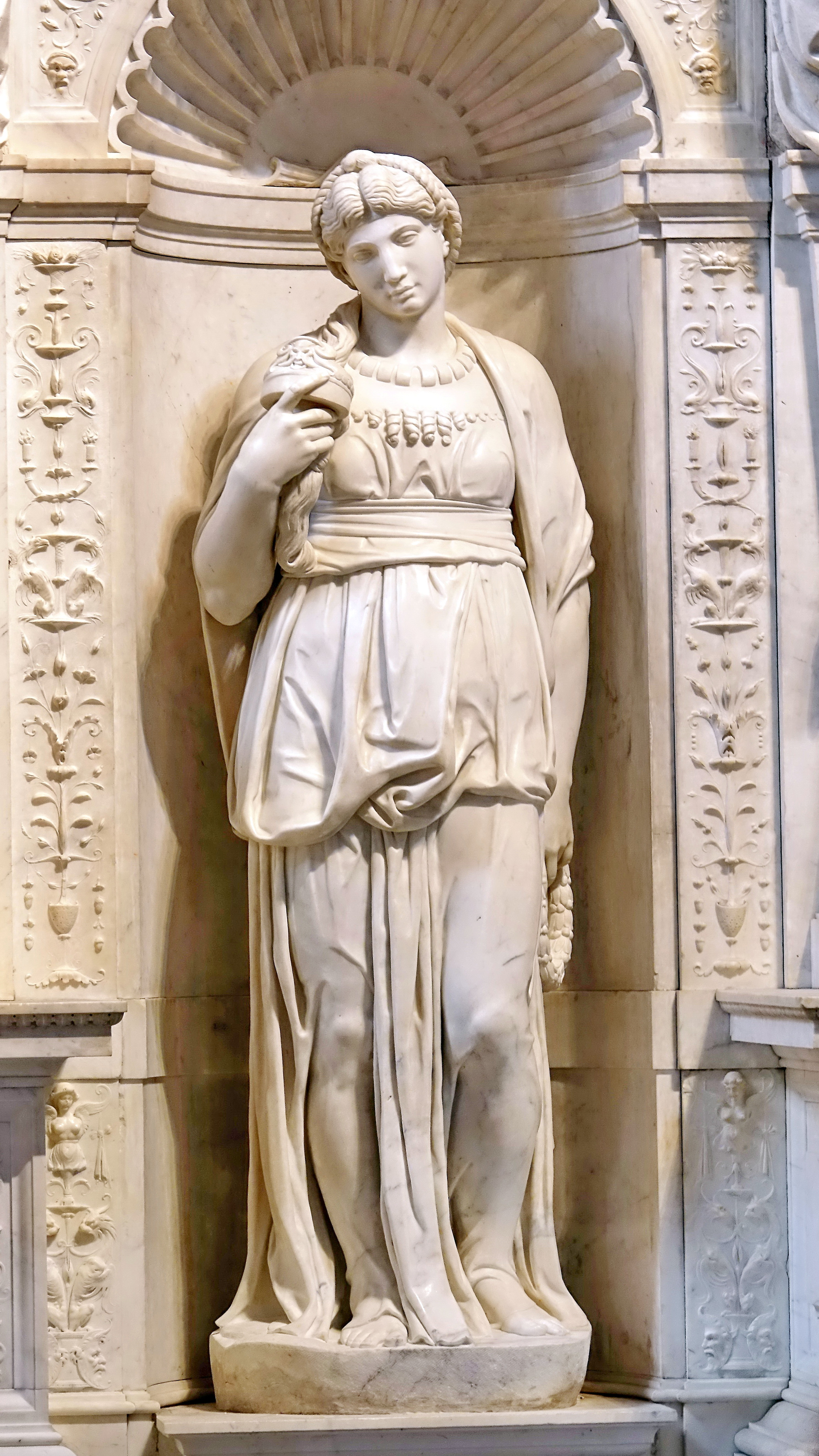
Léa.

Détails de statues de Michel-Ange et leur emplacement actuel :
- Moïse, Léa et Rachel : en bas du tombeau actuel de Jules II.
- L'Esclave mourant et L'Esclave rebelle : donnés en 1546 par Michel-Ange à Roberto Strozzi qui les offrit, en exil en France à François Ier (aujourd'hui au Musée du Louvre). Les Esclaves représentent les états de l'âme[1].
- Les autres Esclaves (Esclave Atlas, Esclave s'éveillant, Jeune Esclave et Esclave barbu) à la Galleria dell'Accademia de Florence (après être passés un temps par la Grande Grotte de Boboli[25]).
- La Victoire ou Génie victorieux au Palazzo Vecchio, qui appartient au contrat de 1516, mais que Michel-Ange réalise alors qu'il travaille à la chapelle Médicis[1].

## Restauration
En décembre 2003, une restauration de cinq ans du monument sépulcral est achevée par Antonio Forcellino. La restauration, en plus du nettoyage des statues, a permis de rouvrir la lunette derrière le groupe sculptural d'où provenait la lumière qui éclairait la statue, et qui avait été recouverte en 1704 par un vitrail. Sur les résultats de la restauration visant à restaurer l'éclairage d'origine, un film documentaire a été réalisé, intitulé Le regard de Michel-Ange, réalisé par Michelangelo Antonioni. Cependant, Moïse n'a pas été replacé dans sa position d'origine, c'est-à-dire à 22 cm plus bas et plus en arrière. Son déplacement remonte à Canova.

## Postérité
La recherche des marbres à Carrare pour le tombeau de Jules II a inspiré à Léonor De Récondo son roman «  Pietra viva », en 2013.